# Dan (kibboutz)
 (décembre 2023).
Si vous disposez d'ouvrages ou d'articles de référence ou si vous connaissez des sites web de qualité traitant du thème abordé ici, merci de compléter l'article en donnant les références utiles à sa vérifiabilité et en les liant à la section « Notes et références ».
Dan (en hébreu : דָּן) est un kibboutz situé dans le nord d’Israël. Localisé dans le nord de la vallée de la Houla, au pied du mont Hermon, il se place sous la juridiction du Conseil Régional de Haute Galilée. En 2019, sa population est de 745 personnes.

## Histoire
Le 4 mai 1939, le kibboutz Dan est fondé par des fermiers juifs venant de Roumanie et plus précisément de Transylvanie  dans le cadre de la campagne Tour et Muraille , qui a lieu entre 1936 et 1939. Il est affilié au mouvement Hashomer Hatzair . En 1947, la population est de 340 habitants  Dan est l'un des deux villages établis en l'honneur de Menachem Ussishkin . Son nom provient de la ville israélite de " Dan " mentionnée plusieurs fois dans la Bible (1 Rois 12:29, 1 Samuel 3:20 et Genèse 14:14) . Le kibboutz Dan est situé sur le territoire de l'ancienne tribu israélite de Dan (Josué 19:47). Pendant la guerre israélo-arabe de 1948, il subit des pertes, après des attaques faites par l'armée syrienne. 

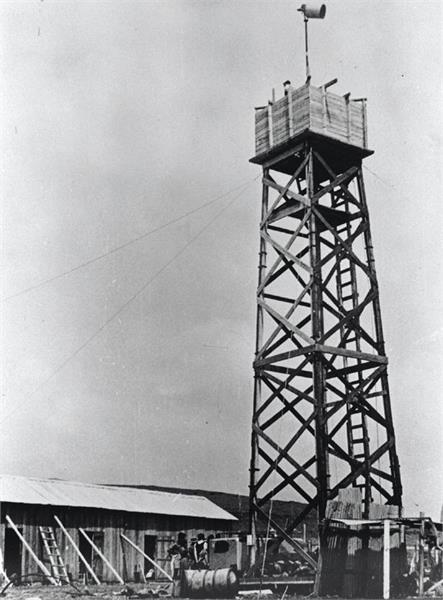
Dan en construction, en 1940
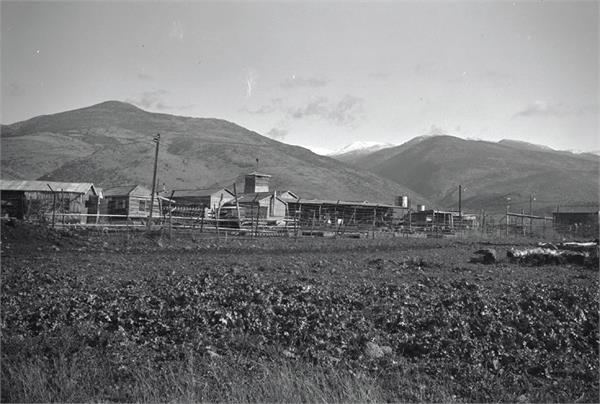
Dan en 1940
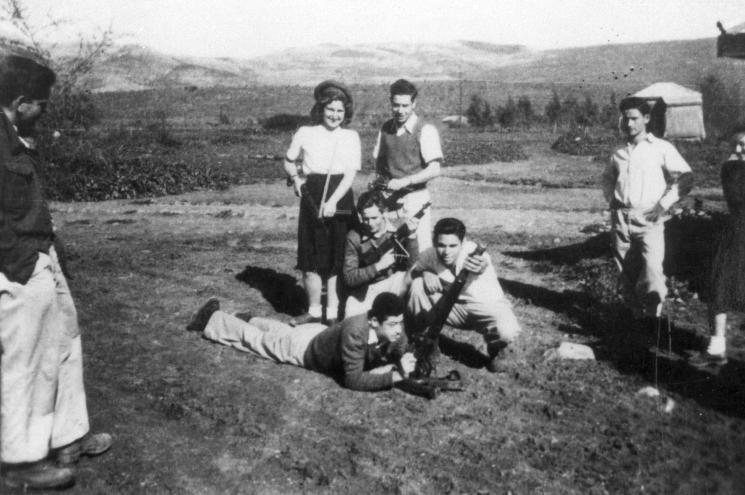
Exercice de mortier par des membres du Palmach au kibboutz Dan en 1948
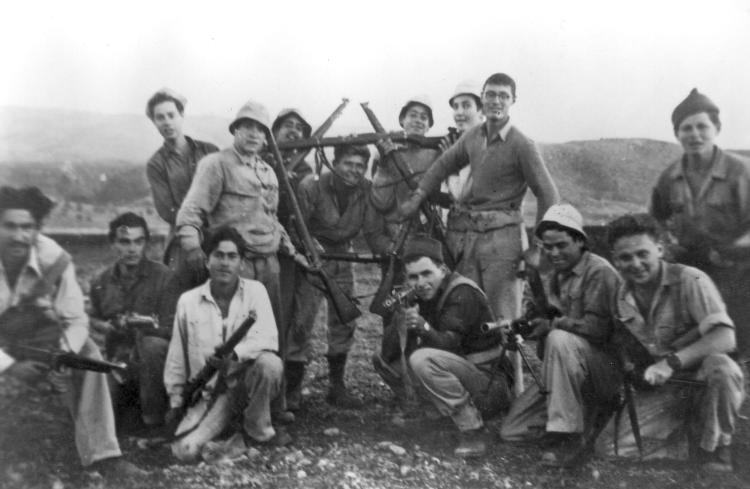
Membres de la Brigade Yiftach stationnée au kibboutz Dan, en 1948
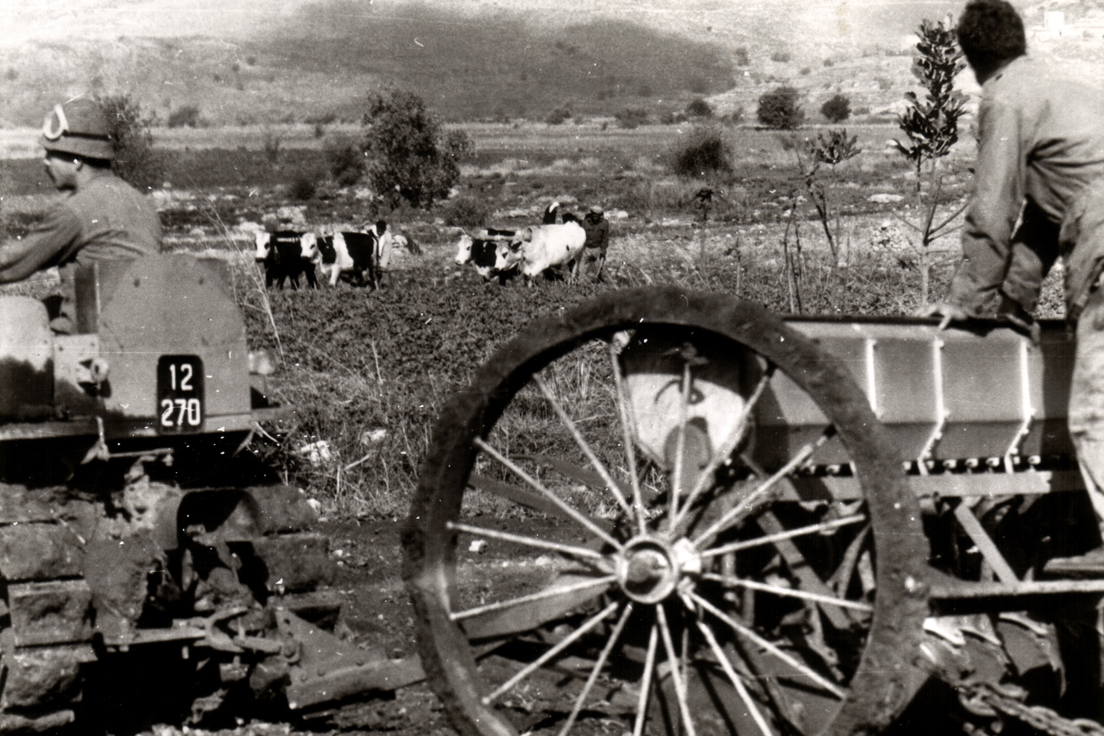
Labourer sur le terrain, 1948-1949
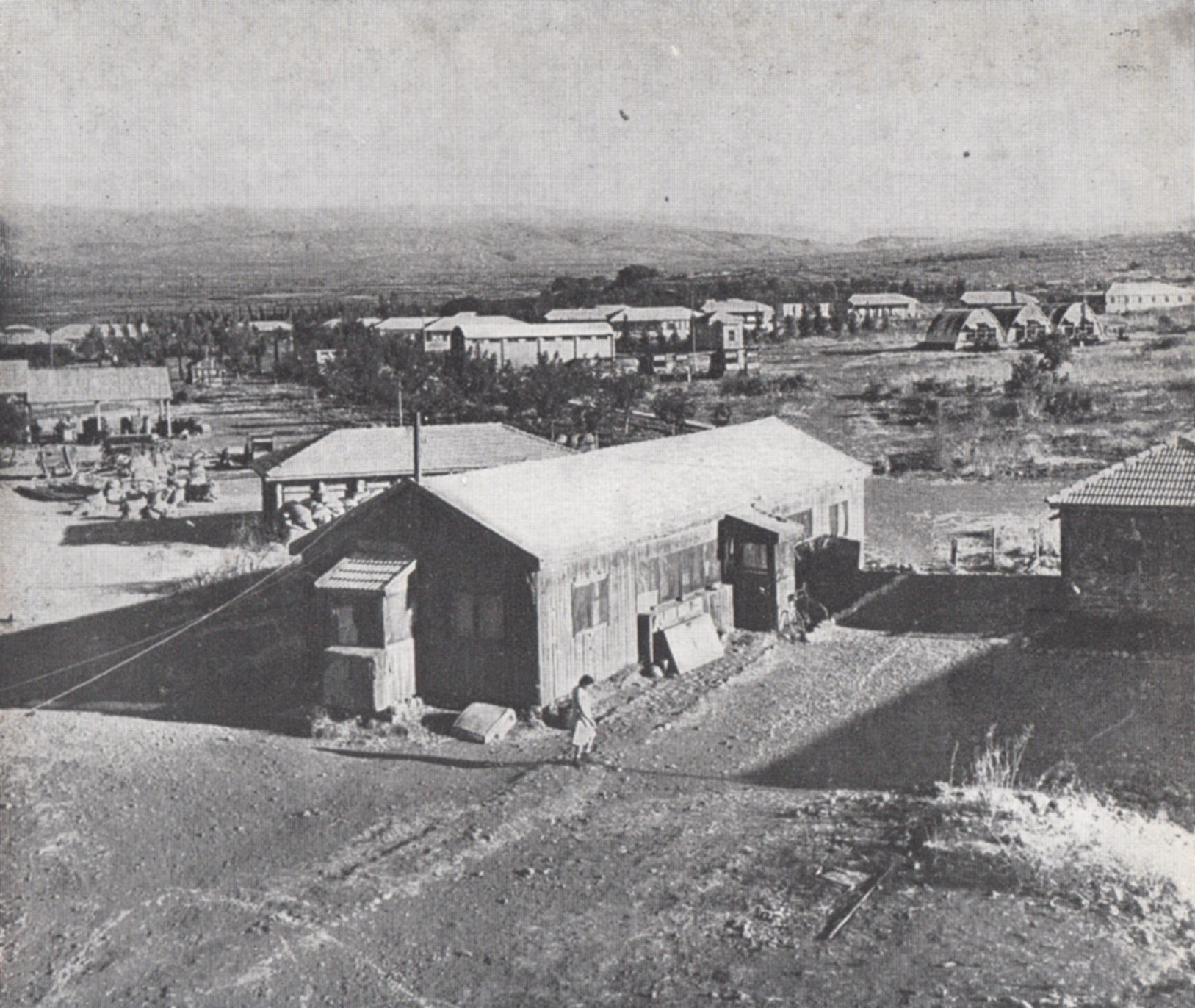
Kibbutz Dan au début des années 1950

## Économie
En termes d'économie, une des premières activités du kibboutz est l'élevage de truite, en coopération avec le kibboutz voisin Dafna.
La société Caviar Galilee, qui exporte du caviar sous la marque " Karat Caviar ", se situe sur le kibboutz. Selon Eric Ripert, chef et propriétaire du Bernadin, considéré comme le premier restaurant de fruits de mer de New York  et Jean François Bruel, chef du restaurant Daniel, classé 3 étoiles au guide Michelin dans l'Upper East Side de Manhattan, le meilleur caviar sur le marché aujourd'hui est produit par le kibboutz Dan. Le kibboutz exporte du caviar aux États-Unis, en Europe, en Russie, au Japon, à Singapour et au Canada. En 2011, l'entreprise en produit 3 000 kilos et  prévoit d'augmenter progressivement sa production afin d'atteindre 8 000 kilos par an.

## Repère
Le kibboutz Dan est le point de départ du sentier national d'Israël, chemin de randonnée israélien.